# Alejandro Rejón Huchin
 (décembre 2020).
Wilberth Alejandro Rejón Huchin (né le 18 mai 1997 à Mérida (Mexique), dans la province du Yucatán) est un poète, gestionnaire culturel, éditeur et journaliste mexicain,
Il a été membre du Festival Cultural Interfaz 2016 à Mérida, directeur du Festival international de poésie de Tecoh (Yucatán). Certains de ses textes ont été traduits en arabe, italien, français, roumain, bengali, grec et catalan,.
En 2023, il a été nommé invité distingué de Salamanque, en Espagne, en hommage à sa carrière littéraire, étant le plus jeune à recevoir ce titre honorifique,.

## Biographie
Directeur de la revue littéraire Marcapiel, Wilberth Rejón Huchin a reçu une bourse du Festival Cultural Interfaz de Mérida en 2016. Il a publié dans différents magazines et dans le cadre d'anthologies nationales et internationales. Il a participé à différents événements littéraires à Cuba et au Guatemala en tant que représentant de son pays.
En 2019, il dirige la première Rencontre internationale de littérature et d'éducation au Salon International de la lecture au Yucatán, au Mexique. En septembre de la même année, il est architecte et promoteur du Festival international de poésie de Tecoh au Yucatán, auquel participent des poètes du Mexique, d'Argentine, des États-Unis, de Cuba, de Colombie et du Guatemala. Il est contributeur culturel à différents organes de presse tels que l'hebdomadaire mexicain La Revista Peninsular et les journaux La Verdad et Senderos del Mayab. Il a reçu plusieurs prix pour son travail en gestion culturelle.

## Principaux travaux
Son travail poétique a été publié de manière prolifique dans des magazines et des anthologies en Colombie, en Espagne, en Italie, au Portugal, en Argentine, au Venezuela, au Chili et au Mexique.

### Livres
- 2019, Transcurso de un retrato cortado, editorial Buenos Aires Poetry, Argentine[10].
- 2020, El agua rota de los sueños, éditorial Primigenios, États-Unis[11].
- 2020, Relámpago de sed, éditorial d'Andesground, Chili [12]
- 2020, Fragmentos de sueño, editorial Camelot ediciones, Espagne[13].

### Publications dans des magazines
- Bifurcación de la materia, Flight Bitácora, septembre 2015, poème.
- Lago Volátil, Endless no. 14, novembre-décembre 2015, Mexique, poème.
- Entidades que se encienden, Sinfín no. 19, septembre-octobre 2016, Mexique, poème.
- Wilberth Alejandro Rejón Huchin, TriploV de Artes, Religiones y Ciencias no. 60, septembre-octobre 2016, Portugal, anthologie.
- Niebla de sol, Rick, no. 87, juillet-août 2016, Espagne, 2016,anthologie .
- Poesía mexicana actual: Alejandro Rejón, Círculo de Poesía, 6 septembre 2016, Mexique, anthologie.
- Poema de Wilberth Alejandro Rejón Huchin, Revista Literaria Monolito, 21 novembre 2016, anthologie.
- Alejandro Rejon Huchin, La Raíz Invertida, magazine de poésie latino-américaine, 20 janvier 2017, Colombie, anthologie.
- Abrojos y rimas: Alejandro Rejón Huchin, La Máscarada, 23 janvier 2017, Mexico, Mexique, anthologie.
- Poemas de Alejandro Rejón, Ómnibus, no. 54, mars 2017, Espagne, anthologie.
- Alejandro Rejón Huchín.Poesías, Soma: Arte y cultura, 28 septembre 2017, Mexique, anthologie.
- Poemas de Alejandro Rejón Huchín , Letralia, 9 août 2017, Venezuela, anthologie.
- Tres poemas, Levadura Magazine, 20 octobre 2017, Mexique, anthologie.
- Alejandro Rejón Huchin - Due Inediti (Traduzione di Antonio Nazzaro), dans Alterier, 20 avril 2018, Italie, anthologie.
- Tarde de lluvia en Toluca de Lerdo, Buenos Aires Poetry, 13 juillet 2019, Argentine, anthologie.

### Participation à des anthologies
- Primera antología poética: Poesía Nómada , éditions Nomade, Argentine, 2016[14].
- "Poetas Allende de los mares" , Espagne, 2018[15].
- Poetas en el cosmovitral, H. Ayuntamiento de Toluca, 2018[16].
- Memoria del 15 Festival Internacional de Poesía de Quetzaltenango, éditions Metáfora, Guatemala, 2019[17].
- Fragua de preces, Abra cultural, Espagne, 2020[18].

## Participations
- XVI Congrès international de poésie et de poétique (BUAP), Puebla, Mexique, 2016.

- Premier Festival international de poésie José María Heredia, Toluca, Mexique, 2017.

- XXIIe Festival international de poésie de La Havane, Cuba, 2018.

- Festival international de poésie contemporaine, San Cristóbal de Las Casas, Chiapas, 2018.

- Deuxième Festival international de poésie José María Heredia 2018, Toluca[19].

- XV Festival International de Poésie de Quetzaltenango, Guatemala, 2019.

## Distinctions
- Visiteur distingué de la ville de Toluca, 2018[20].

- Prix international de poésie Harold Von Ior, 2019[21].

- Reconnaissance internationale du mérite culturel, Gouvernement  de Tecoh, 2020[22].

- Reconnaissance pour son travail dans la création de projets internationaux au profit de la communauté artistique et littéraire, Gouvernement de Tlaxcala, Mexique[23].

- Médaille Internationale de la Culture et les Arts Kermith Garrido González, 2021[24],[25].
- Prix International Cóndor Mendocino, Association culturelle Cóndor Mendocino, Mendoza, Argentine, 2021[26],[27].
- Visiteur distingué de la ville de Etzatlán, Jalisco, 2022[28]
- Visiteur d'honneur distingué de Salamanque, Espagne, Gouvernement de Salamanque, Espagne[29].